# 초이스키군

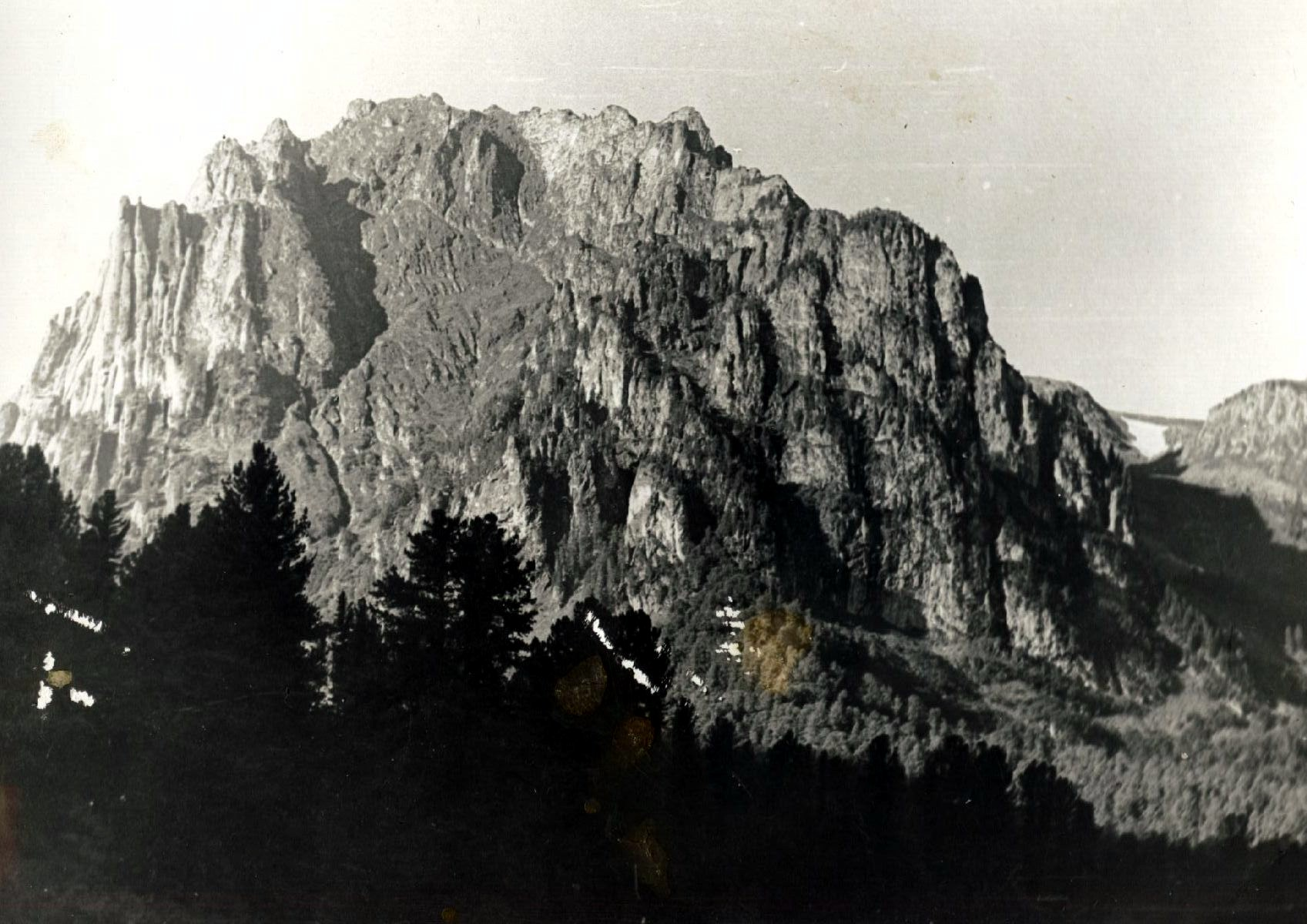

초이스키군(러시아어: Чойский район, 알타이어: Чоя аймак)은 알타이 공화국에 위치한 군이다. 현재 군수는 알렉산드르 보리소프 (Александр Михайлович Борисов, 2005년)이다. 면적은 4526 km2이고 알타이 공화국의 북쪽에 위치해 있다. 인구는 9,400명이고 21개의 마을이 위치해 있다. 중심지는 초야(Чоя)인데, 1876년에 초야가 지어졌다. 검은 담비와 다른 동물들이 여기서 수렵된다. 금, 철광석이 채취된다.